# Seznam ameriških diplomatov
Seznam ameriških diplomatov.

## A
Dean Acheson - Kenneth Adelman - Maddeleine Albright - Bernadette Allen - William W. Averell

## B
Gerhard A. Bading - Arthur Pendleton Bagby - Howard Baker - James Baker - George Ball - August Belmont - Carol Bellamy - Lucy W. Benson - Marcia Bernicat - Hiram Bingham - Claudio Bisogniero - Lynda C. Blanchard - Archer Blood - Charles E. Bohlen - George Henry Boker - Solon Borland - Mark Boulware - Robert R. Bowie - L. Paul Bremer - Kingman Brewster mlajši - Mark Brzezinski - Zbigniew Brzezinski - James L. Buckley - Charles Henry Butler

## C
Jimmy Carter - William Richards Castle Jr. - Raul Hector Castro - Charles Richard Crane - Joseph Hodges Choate - Powell Clayton - William L. Clayton - Hillary Clinton - Jonathan R. Cohen - James Bryant Conant - Ertharin Cousin - Gene Cretz

## D
Silas Deane - Kenneth Dekleva - Larry Miles Dinger - Peter H. Dominick - William Henry Draper Jr. - Henry van Dyke Jr.

## E
Lawrence Eagleburger - Luigi R. Einaudi - Nancy Halliday Ely-Raphel - Luther Evans - Alexander Hill Everett

## F
Lucius Fairchild - Laurence Foley - Benjamin Franklin - Chas Freeman

## G
Peter Galbraith - John W. Garrett - William Garvelink - Bruce Gelb - Tatiana C. Gfoeller - Yousif Ghafari -  Robert F. Godec - Rose Gottemoeller - Frederick Dent Grant - Joseph Grew - Henry Grunwald

## H
Philip Habib - Alexander Haig - David Hale - Nikki Haley - Jamie L. Harpoolitan - Townsend Harris - Averell Harriman - Brent Hartley - Christopher Robert Hill -Richard Holbrooke - George Horton - Cordell Hull - Patrick J. Hurley

## I
Washington Irving

## J
Victor Jackovich - John Jay - James Franklin Jeffrey - George W. Jones

## K
Max Kampelman - Francis Leonard Kellogg (1917-2006) - Keith Kellogg (1944) - Lisa S. Dougherty Kenna - George F. Kennan (1904-2005) - Kristie Kenney - Caroline (Bouvier) Kennedy - Joseph Patrick Kennedy - Laura Elizabeth Kennedy - Jeane Kirkpatrick - Henry Kissinger (1923-2023) - Kelly Knight Craft - Kelly Craft

## L
Anthony Lake - Arthur Lee (diplomat) - Sol Linowitz

## M
Mike Mansfield - Richard Marcinko - George Catlett Marshall - Gail D. Mathieu - George C. McGhee - Patricia McMahon Hawkins - Livingston T. Merchant - Barbara Moore - Hans Morgenthau? - James F. Moriarty - Dan Mozena - Robert Daniel Murphy - Joseph Mussomeli

## N
John Negroponte - Wanda Nesbitt - Ronald E. Neumann - Louis Nigro - Matthew Nimetz - Cleo A. Noel mlajši - Michael Novak - Victoria Nuland

## O
William Tod Otto - 

## P
Thomas Nelson Page - Maurice S. Parker - Anne W. Patterson - David D. Pearce - Herbert Pell - Kenneth Pendar - Samantha Power

## R
Condoleezza Rice - Susan Rice - Thomas Robertson - Carol A. Rodley - Karl Rolvaag - J. Stapleton Roy - Marco Rubio

## S
Robin R. Sanders - Tom Schieffer - Albert G. Schmedeman - Gregory Schulte - Josette Sheeran - Wendy Sherman - George P.  Shultz (1920-2021) - Daniel Sickles - Julianne Smith - Henry DeWolf Smyth - Jim Steinberg - Kathleen Stephens - William Henry Stiles - Richard B. Stone - Mike Sullivan - W. Stuart Symington

## T
Myron C. Taylor (1874-1959) - Shirley Temple - Linda Thomas-Greenfield - John W. Taylor

## V
Ann Veneman - Alexander Vershbow - Kurt (Douglas) Volker

## W
Ann Wagner - Vernon A. Walters - Diane Watson - Thomas J. Watson mlajši - E. Allan Wendt - Henry Wheaton - Robert White (veleposlanik) - John C. Whitehead - Stephanie Turco Williams - John L. Withers II - Steve Witkoff - Paul Wolfowitz

## Y
Donald Yamamoto - Andrew Young - Johnny Young (1940-2021) - Marie L. Yovanovitch

## Z
Warren Zimmerman